# Partito del Fronte Popolare dell'Azerbaigian
Il Partito del Fronte Popolare dell'Azerbaigian (in azero: Azərbaycan Xalq Cəbhəsi Partiyası - AXCP) è un partito politico dell'Azerbaigian.
Fondato nel 1989 da Abülfaz Elçibay, era inizialmente designato come Fronte Popolare dell'Azerbaigian e rappresentava un'organizzazione volta a coordinare le diverse formazioni politiche che aspiravano al raggiungimento dell'indipendenza del Paese dall'Unione Sovietica.
Dopo la morte di Elçibay, il partito ha subito due scissioni:
- nel 2004 la componente riformista, guidata da Qüdrət Həsənquliyev, ha costituito il Partito del Fronte Popolare di Tutto l'Azerbaigian (Bütöv Azərbaycan Xalq Cəbhəsi Partiyası);
- nel 2006 la componente conservatrice, guidata da Mirmahmud Miralioglu, ha dato vita al Partito del Fronte Popolare Classico (Klassik Xalq Cəbhəsi Partiyası).

## Storia

### Nascita
Il Fronte Popolare dell'Azerbaigian (PFA) nacque con lo scopo di riunire le varie formazioni politiche costituitesi nel corso degli anni ottanta e che reclamavano l'indipendenza dell'Azerbaigian dall'Unione Sovietica.
Una di queste formazioni era "Yurd" ("Patria"), fondata nel 1987 da uno studente di diritto, Əli Kərimli, organizzatore di una vasta protesta studentesca contro il regime comunista. Il movimento fu represso dalle forze speciali del Ministero della Difesa e dal Ministero degli Affari Interni dell'URSS. Nonostante ciò, il Fronte popolare dell'Azerbaigian si organizzò e Yurd ne divenne parte integrante.
Nel settembre 1989 il Consiglio Supremo dell'Azerbaijan (SC), sotto pressione da parte del PFA e dei suoi membri nella SC, adottò la legge sulla "sovranità economica della Repubblica Socialista Sovietica Azera". Al fine di fermare la crescente popolarità del PFA, e per fermare i sanguinosi pogrom contro gli armeni che avevano fatto più di 130 morti, nel gennaio 1990 le autorità sovietiche inviarono l'esercito nella città di Baku. Circa 130 civili vennero uccisi e 600 feriti. Lo scopo principale dell'operazione Baku, guidata da Dmitrij Jazov, Ministro della Difesa dell'Unione Sovietica, era quello di distruggere le strutture politiche del PFA. Secondo alcuni ciò non riuscì: l'evento servì solo a rafforzare la fiducia dei cittadini nella organizzazione e segnò la fine del potere sovietico in Azerbaigian.

### Il PFA al potere
Nel 1992 Abülfaz Elçibay, leader del PFA, vinse le prime elezioni presidenziali apparentemente democratiche del paese. Un periodo di riforme politiche, sociali ed economiche seguì, in cui vennero adottate le leggi sui partiti politici, la libertà di stampa, l'istruzione e altri. Il paese ha scelto un corso economico liberale filo-occidentale e introdotto una moneta nazionale. Le innovazioni più popolari sono state le riforme amministrative e le riforme dirette verso la creazione di una società civile. Come risultato delle politiche del PFA, l'esercito russo (ex sovietico) si ritirò dall'Azerbaigian nel mese di aprile 1993. L'Azerbaigian divenne la prima repubblica nell'ex URSS e uno dei primi nell'ex blocco socialista a raggiungere un pieno e incondizionato ritiro delle truppe russe.
Tuttavia, la politica indipendente e filo-occidentale del governo del PFA non poteva soddisfare interessi geopolitici della Russia e dell'Iran e, di conseguenza, con il sostegno di questi paesi, gli ex comunisti guidati dall'ex generale del KGB Heydər Əliyev ripresero il potere. Il presidente Abülfaz Elçibay venne costretto a lasciare la capitale. Migliaia di persone furono arrestate; i membri della PFA divennero vittime del terrore politico. Ciò fu il secondo più grande attacco alla PFA al fine di distruggere questa organizzazione del tutto, mentre il leader era fuori della capitale. Anche se in una fase successiva il nuovo regime assunse una parvenza di democrazia, divenne chiaro che l'Azerbaigian era caduto di nuovo nella morsa di autoritarismo.

### Il PFA all'opposizione
Considerando la situazione drammatica e difficile affrontata dal PFA, Əli Kərimli prese l'iniziativa per guidare e proteggere l'organizzazione dagli attacchi del nuovo regime dal 1993 fino al 1997 e ripristinare il suo potere politico. Nel 1995 con la proposta di Əli Kərimli e come risultato di discussioni interne al partito, il Fronte popolare dell'Azerbaigian venne riorganizzato da un movimento politico-sociale in un partito politico a tutti gli effetti. Nello stesso anno, Partito Popolare Fronte dell'Azerbaigian (PFPA) è riuscito a ottenere seggi in Parlamento e Əli Kərimli è diventato leader della frazione parlamentare.
Nel 2000, dopo la morte del Presidente del PFPA ed ex capo di stato Elçibay, Əli Kərimli è stato eletto Presidente del Partito. Alle elezioni parlamentari in Azerbaigian del 2000 il partito ha ottenuto l'11% dei voti e 6 seggi su 125 alla Assemblea nazionale; Əli Kərimli è stato eletto leader della frazione dell'opposizione in parlamento.
Le elezioni presidenziali in Azerbaigian del 2003, il partito ha sostenuto la candidatura di Qüdrət Həsənquliyev, che ha ottenuto lo 0,4% dei voti. Le consultazioni sono state caratterizzate da brogli; inoltre, al voto ha fatto seguito una nuova ondata di repressione contro l'opposizione.
Alle elezioni parlamentari in Azerbaigian del 2005, il AXCP si è unito alla coalizione Libertà (in azero Azadlıq), che ha guadagnato un solo seggio.

## Obiettivi programmatici
Con il 45% della popolazione dell'Azerbaigian che vive sotto il livello di povertà assoluta, l'obiettivo principale del PFPA è quello di accelerare le riforme economiche, politiche, sociali e legali, sulla base di principi europei.
Uno dei principali obiettivi del PFPA è quello di promuovere un modello liberale di sviluppo economico mediante l'attuazione di un programma globale di lotta alla corruzione, il rapido sviluppo settori non petroliferi dell'economia e la creazione di un clima favorevole per gli investimenti esteri e nazionali tramite la costituzione di un regime fiscale flessibile e altre misure pertinenti. Il PFPA si batte per la giustizia sociale e lo sviluppo delle politiche di previdenza e sicurezza sociale sostenibili è una delle principali priorità. Il PFPA cerca un'integrazione attiva dell'Azerbaigian in UE e NATO. Il PFPA vede il futuro dell'Azerbaigian nella comunità euro-atlantica. Tuttavia, è impossibile realizzare tali riforme con la vecchia squadra del regime attuale, al potere praticamente invariata dal 1993.